# Psicosis por wendigo
La Psicosis por Wendigo (o Wendigo o Witiko) es un tipo de trastorno mental que se producía entre las tribus Cree, Innu, Ojibwa y Saulteaux de Canadá y Alaska. La persona que la sufría dejaba de comer, teniendo náuseas, vómitos y malestar ante la comida normal. También podían producirse episodios de insomnio o alucinaciones. Si no se paraba este estado la persona empezaba a manifestar el temor de que el Wendigo (Criatura Mitológica) le poseyera, provocando esto que acabara convirtiéndose en Caníbal. Antes de que esto ocurriera pedían a los miembros de su tribu que los mataran. 
La mayoría de los casos datan del siglo XIX, aunque existe controversia acerca de si realmente han llegado a existir. Marvin Harris argumenta que estos episodios responden únicamente a un sistema de homicidio por prioridad en situaciones ambientales extremas, ya que se usaba el temor al Wendigo como justificación para romper el tabú de matar a un compañero. Con ello se conseguía acabar con elementos problemáticos y aumentar las posibilidades de supervivencia del resto del grupo. Marvin Harris añade además la importancia de que en estos casos solo se cuente con el testimonio de los miembros supervivientes y no con el del supuesto Wendigo.  Para Seymour Parker estas explicaciones ambientales no son creíbles, ya que no siempre que se daba la Psicosis era en situaciones de hambre y además no existen casos conocidos en otros pueblos que viven en situaciones extremas parecidas, como los esquimales. Parker da una explicación más Psicoanalítica que tendría que ver con las necesidades de dependencia frustradas en la infancia. También afirma que los casos de psicosis por Wendigo se dan principalmente en hombres que han sufrido fracasos en la caza, sintiéndose abandonados, inútiles y desprovistos de poder y raramente en mujeres.